# 편선희
편선희(1988년 7월 23일 ~)는 대한민국의 가수다. 2010년 BGM 디지털 싱글 앨범 [울어도 되나요]로 데뷔했다.

## 학력
- 백제예술대학교

## 방송
- 보이스 코리아 1 (2012) - Top48

## 공연
- 판 페스티벌-편선희 (2017)

## 피처링
- 째지군 - Blue Rain (2015)